# Уакатипу (озеро)
Уакатипу (англ. Lake Wakatipu) — озеро на острове Южный в Новой Зеландии. Находится на территории региона Отаго недалеко от границы с регионом Саутленд. Высота над уровнем моря — 310 м.
Длина озера, имеющего ледниковое происхождение, составляет около 80 км, что делает его самым длинным озером Новой Зеландии. Площадь же Уакатипу достигает 291 км² (третье по площади озеро страны после Таупо и Те-Анау). Озеро имеет сложную форму: оно напоминает букву «S» или перевёрнутую «N». В северной части в Уакатипу впадает река Дарт. Вытекает же из него река Каварау, которая протекает примерно в 8 км к востоку от Куинстауна. Озеро очень глубокое: его средняя глубина составляет 230 м, а максимальная — 420 м. Питание преимущественно ледниковое. Со всех сторон окружено высокогорной местностью (высочайшая гора, расположенная поблизости, — гора Эрнсло).
На берегу озера находится гора Сесил-Пик.
На протяжении суток уровень воды в озере подвержен изменением: он то падает, то наоборот поднимается. Эти колебания воды, известные как сейши, доходят до 20 см в районе бухты Куинстаун. Предположительно, основной причиной этого явления служат сильные колебания температуры и атмосферного давления в районе Уакатипу. Согласно же мифологическим представлениям коренного народа Новой Зеландии, маори, процесс изменения уровня воды в озере — это сердцебиение великана, чьё тело образует ложе озера.
Коренными жителями берегов озера являются представители народа маори, которые заселили эту местность в результате миграции из Саутленда и Отаго в поисках еды и камня. Первые же европейские колонисты появились в этом районе в середине XIX века. Так, у озера Уакатипу появились первые овцеводческие фермы, а также европейские золотоискатели, центром которых стал расположенный на берегу озера город Куинстаун, являющийся в настоящее время крупным международным курортом. Другие населённые пункты на берегу Уакатипу — Гленорки, Франктон, Кингстон.
Название Уакатипу имеет маорийское происхождение, однако его точная коннотация неизвестна. Предположительно, оно переводится как «водные источники, вырытые Раикаихаиту». Согласно маорийской легенде, Те-Раикаихаиту, первооткрыватель-исследователь внутренних районов Южного острова, принёс с собой в эту местность длинную деревянную лопату (ко) и с её помощью выкопал местные озёра, в том числе Уакатипу.